# Михайловская (Вожегодский район)
Михайловская — деревня в Вожегодском районе Вологодской области.
Входит в состав Явенгского сельского поселения (с 1 января 2006 года по 9 апреля 2009 года была центром Раменского сельского поселения), с точки зрения административно-территориального деления — центр Раменского сельсовета.
Расстояние до районного центра Вожеги по автодороге — 28 км, до центра муниципального образования Базы по прямой — 8 км. Ближайшие населённые пункты — Белавинская, Ходинская, Нефедовская, Пантелеевская.
По переписи 2002 года население — 125 человек (56 мужчин, 69 женщин). Преобладающая национальность — русские (97 %).